# Kun.uz

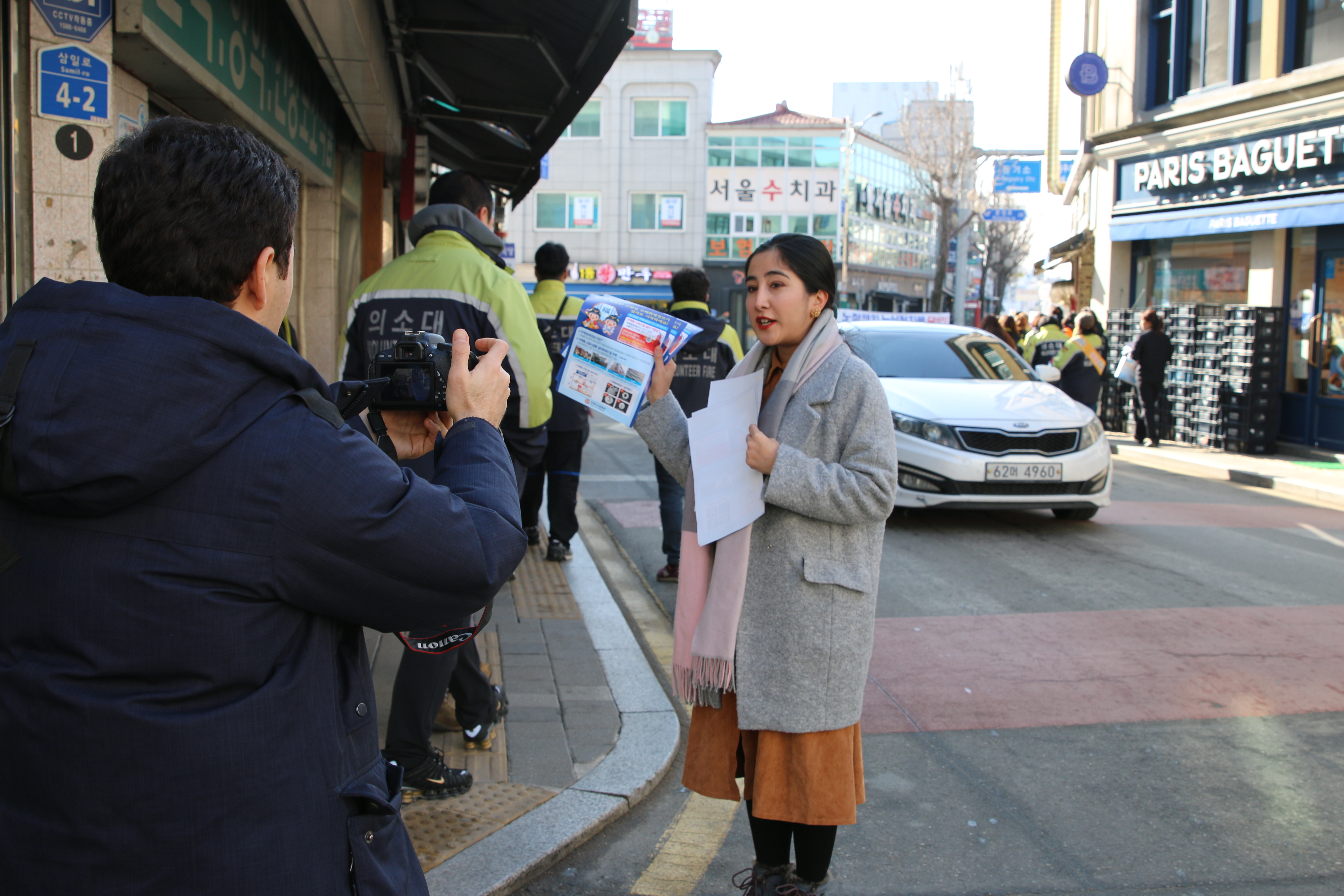
kun.uz 기자 Feruza Avazova Alisherovna가 횡성소방서 주택용 소방시설 캠페인을 취재하고 있다.

Kun.uz는 2012년 1월에 Muhrim Azamkhojaev가 설립한 우즈베크어 뉴스 사이트다. 2012년 우즈베키스탄에서 개최된 인터넷 페스티벌에서 최우수 미디어 사이트 후보로 선정되었다.